# 1970 en cyclisme
| Années du cyclisme : 1967 - 1968 - 1969 - 1970 - 1971 - 1972 - 1973    |
| Décennies du cyclisme : 1940 - 1950 - 1960 - 1970 - 1980 - 1990 - 2000 |

Les faits marquants de l'année 1970 en cyclisme..

## Par mois

### Février
- 5 février : l'Italien Michele Dancelli gagne le Trophée Laigueglia pour la deuxième fois.
- 7 février : le Français Jacques Cadiou gagne le Grand Prix de Saint-Raphaël.
- 7 février : le Belge Marc Sohet gagne le Grand Prix de Fréjus. L'épreuve disparait ensuite définitivement du calendrier international.
- 8 février : le Français Paul Gutty gagne la ronde de Montauroux.
- 9 février : le Français Cyrille Guimard gagne la ronde d'Aix en Provence.
- 10 février : le Belge Walter Godefroot gagne le Grand Prix d'Aix-en-Provence.
- 16 février : le Français Paul Gutty gagne le Grand Prix de Cannes.
- 19 février : le Néerlandais Jan Janssen gagne le Grand Prix de Menton.
- 20 février : l'Espagnol José Gomez Lucas gagne le Tour d'Andalousie.
- 21 février : le Français Charly Grosskost gagne le Grand Prix de St Tropez.
- 22 février : le Français Cyrille Guimard gagne le Grand Prix d' Antibes.
- 23 février : le Belge Eddy Merckx gagne à Cagliari la 2eme étape du Tour de Sardaigne.
- 26 février : l'Italien Wladimiro Panizza gagne le Grand Prix de Monaco.
- 26 fèvrier : le Belge Eddy Merckx gagne le contre la montre de la 2eme demi-étape de la 5eme étape du Tour de Sardaigne Porto Torres-Sassari.
- 27 février : le Belge Patrick Sercu gagne le Tour de Sardaigne.
- 28 février : l'Espagnol Ramon Saez Marzo gagne le Grand Prix de Valencia.
- 28 février : l'Allemand Rudi Altig gagne Sassari-Cagliari.
- 28 février : le Belge Frans Verbeeck gagne le Circuit Het Volk.

### Mars
- 1er mars : le Belge Roger de Vlaeminck gagne Kuurne-Bruxelles-Kuurne.
- 1er mars : le Néerlandais Jan Van Katwijk gagne le Tour du Limbourg. L'épreuve ne sera pas disputée en 1971 et reprendra en 1972.
- 1er mars ; l'Italien Luciano Armani gagne Gênes-Nice.
- 2 mars : le Français René Grelin gagne le Tour du Haut-Var.
- 7 mars : l'Italien Luciano Armani gagne Milan-Turin.
- 7 mars : l'Italien Ercole Gualazzini gagne la première édition du Tour d'Indre et Loire.
- 7 mars : le Français Bernard Thévenet gagne la Course de Côte du Mont-Faron Contre La Montre. L'épreuve disparait dans cette physionomie et reprendra pour devenir l'étape principale du Tour méditerranéen.
- 8 mars : l'Espagnol Ventura Diaz Arrey gagne le Tour du Levant .
- 8 mars : le Belge Frans Verbeeck gagne Bruxelles-Merchten.
- 11 mars le Belge Eddy Merckx gagne la 3eme étape de Paris-Nice Autun-Saint Etienne.
- 14 mars : le Belge Herman Van Springel gagne le Circuit du Sud-Ouest Belge.
- 15 mars le Belge Eddy Merckx gagne la 2eme demi-étape de la 7eme étape de Paris-Nice Sainte Maxime-Seillans.
- 15 mars : le Belge Anton Houbrechts gagne Tirreno Adriatico.
- 15 mars : le Belge Daniel Van Ryckeghem gagne le Circuit des 11 Villes.
- 16 mars : le Belge Eddy Merckx gagne la l'ascension contre la montre de la Turbie durant la 2eme demi-étape de la 8eme étape de Paris-Nice. Merckx remporte le classement général final de Paris-Nice pour la deuxième fois d'affilée.
- 19 mars : l'Italien Michele Dancelli gagne Milan-San Remo, mettant fin à 17 ans sans victoire italienne dans l'épreuve.
- 21 mars : le Belge Daniel Van Ryckeghem gagne le Grand Prix E3.
- 21 mars : l'Espagnol Joaquim Galera gagne Subida a Arrate pour la deuxième fois.
- 22 mars : le Belge Albert Van Vlierberghe gagne Harelbeke-Poperinge-Harelbeke.
- 22 mars : le Belge Daniel Van Ryckeghem gagne À travers la Belgique pour la deuxième fois. L'épreuve ne sera pas disputée en 1971 et reprendra en 1972.
- 22 mars : le Belge Walter Godefroot gagne le Tour de la province de Reggio de Calabre.
- 22 mars : le Belge Herman Van Springel gagne la Flèche brabançonne.
- 23 mars : le Français Georges Chappe gagne le Critérium national de la route.
- 24 mars : le Belge Frans Verbeck gagne le " Trèfle à 4 Feuilles ".
- 26 mars : l'Italien Franco Bitossi gagne le Tour de Campanie.
- 28 mars : l'Italien Pietro Guerra gagne le Grand Prix Cemab.
- 28 mars : le Belge André Dierickx gagne le Grand Prix de la Banque devant le Belge Jean Pierre Monseré.
- 29 mars : l'Espagnol Luis Zubero Aldecoa gagne le Grand Prix de Pâques.
- 29 mars : le Belge Etienne Antheunis gagne le Circuit de Waes.
- 29 mars : le Belge Frans Verbeeck gagne le Circuit des Régions Fruitières.
- 30 mars : l'Espagnol Antonio Gómez del Moral gagne le Grand Prix de Navarre pour la deuxième fois.
- 31 mars : le Français Georges Chappe gagne Paris-Camembert pour la deuxième fois.
- 31 mars : le Belge Christian Callens gagne le Grand prix de Denain.

### Avril
- 1 avril : le Belge Eddy Merckx remporte Gand-Wevelgem pour la deuxième fois.
- 2 avril : le Belge André Dierickx gagne le Grand Prix Pino Cerami.
- 5 avril : l'Italien Gian-Franco Bianchin gagne le Tour de Toscane.
- 5 avril : l'Espagnol : José Antonio Ponton gagne le Tour de Majorque.
- 5 avril : le Belge Eric Leman remporte le Tour des Flandres.
- 7 avril : le Belge Eddy Merckx gagne le contre la montre de la 2eme demi-étape du Tour de Belgique à Virton.
- 9 avril : le Belge Eddy Merckx gagne la 2eme demi-étape de la 3eme étape du Tour de Belgique Heist-Heist..
- 10 avril : l'Italien Italo Zilioli gagne la Semaine catalane.
- 10 avril : le Belge Eddy Merckx gagne le tour de Belgique
- 12 avril : le Belge Eddy Merckx gagne en solitaire son deuxième Paris-Roubaix.
- 12 avril : l'Espagnol Carlos Echevania gagne le Grand Prix de Printemps.
- 12 avril : l'Italien Alberto Della Torre gagne le Tour des 4 Cantons.
- 14 avril : après 20 ans de sommeil le Grand Prix de Wallonie appelé aussi Sombreffe-Charleroi renaît, le Belge Ferdinand Bracke l'emporte.
- 14 juin : le Danois Ole Ritter gagne le Grand Prix de Forli.
- 17 avril : le Belge Roger De Vlaeminck gagne sa première classique lors de Liège-Bastogne-Liège.
- 19 avril : le Belge Eddy Merckx remporte la Flèche wallonne pour la deuxième fois.
- 21 avril : le Belge André Dierickx gagne la Nokere Koerse.
- 23 avril : le Français José Catieau gagne le Tour de L'Hérault. C'est la dernière édition de cette course.
- 25 avril : le Belge Georges Pintens gagne l'Amstel Gold Race.
- 25 avril : l'Espagnol Luis Pedro Santamaria Antonata gagne le Tour du Pays basque.
- 25 avril : l'Italien Adriano Durante gagne Milan-Vignola pour la troisième fois.
- 26 avril : le Français Lucien Aimar gagne la Polymultipliée. L'épreuve ne sera pas disputée en 1971 et reprendra en 1972.
- 26 avril : le Belge André Dierickx gagne le Circuit des Régions Flamandes. L'épreuve ne sera pas disputée en 1971 et reprendra en 1972.
- 28 avril : le Belge Georges Vandenberghe gagne le Circuit du Tournaisis.

### Mai
- 1er mai : l'Allemand Rudi Altig gagne le grand prix de Francfort.
- 1er mai : l'Italien Davide Boifava gagne le Tour de Romagne .
- 1er mai : le Belge Ronny Van de Vijver gagne le Grand Prix Hoboken.
- 3 mai : l'Italien Mauro Simonetti gagne le grand Prix de Camaiore.
- 3 mai : le Belge Daniel Verjans gagne Seraing-Aix-Seraing .
- 4 mai : le Belge Walter Godefroot gagne le Championnat de Zurich.
- 7 mai : le Belge Victor Van Schill gagne le Tour de Condroz pour la deuxième fois..
- 7 mai : le Belge Noël Vantyghem gagne le Circuit des 3 Provinces Belge.
- 10 mai : le Suédois Gösta Petterson gagne le tour de Romandie.
- 10 mai : le Belge Willy Van Neste gagne les 4 jours de Dunkerque.
- 10 mai : le Belge Julien Stevens gagne le Circuit de Hageland-Campine Sud pour la deuxième année d'affilée.
- 12 mai : l'Espagnol Luis Ocaña s'impose sur le Tour d'Espagne.
- 12 mai : l'Italien Italo Zilioli gagne le Tour des Marches.
- 14 mai : l'Italien Ugo Colombo gagne la Coupe Placci.
- 16 mai : le Belge Alfons de Bal gagne la Flèche des Polders.
- 17 mai : l'Espagnol José Antonio Gonzales Linares gagne Nuestra Señora de Oro.
- 17 mai : le Belge Etienne Antheunis gagne le Tour du Brabant Ouest.
- 18 mai : le Belge Etienne Buysse gagne le Circuit de Flandre Orientale.
- 18 mai : le Belge Frans Verbeeck gagne la Flèche Hesbignonne.
- 19 mai : le Belge Eddy Merckx gagne au sprint la 2eme étape du Tour d'Italie Comerio-Saint Vincent.
- 23 mai : le Belge André Dierickx gagne la Flèche Côtière.
- 24 mai : le Belge Eddy Merckx gagne la 7eme étape du Tour d'Italie Malcesine-Brentonico qui emprunte le col de Polsa, 2eme le Belge Martin Vandenbosche à 12 secondes, 3eme l'Italien Italo Zilioli à 44 secondes.
- 25 mai : l'Espagnol Luis Ocana gagne le circuit des 6 Provinces qui redeviendra l'année suivante le Critérium du Dauphiné libéré.
- 25 mai : le Belge Herman Vrijders gagne le Tour du Brabant Central pour la deuxième année d'affilée.
- 26 mai : le contre la montre de la 9eme étape du Tour d'Italie Bassano del Grappa-Trévise est remporté par le Belge Eddy Merckx.
- 31 mai : le Belge Frans Verbeeck gagne le Tour de l'Oise.
- 31 mai : l'Espagnol Luis Pedro Santamarina gagne le Tour d'Aragon.
- 31 mai : le Belge Walter Boucquet gagne Bruxelles-Meulebeke.
- 31 mai : le Belge Wilfried David gagne le Circuit Mandel-Lys-Escaut.

### Juin
- 7 juin : le Français Walter Ricci gagne le Grand Prix du Midi libre.
- 7 juin : le Belge Eddy Merckx gagne le Tour d'Italie et prend sa revanche après sa disqualification de 1969.
- 7 juin : le Belge Roger Rosiers gagne le Circuit de Belgique Centrale.
- 7 juin : le Néerlandais Léo Duyndam gagne le Tour du Nord-Ouest de la Suisse.
- 10 juin : le Portugais Joaquim Leite gagne Porto-Lisbonne.
- 14 juin : le Français Jean Pierre Genet gagne les Boucles de la Seine.
- 14 juin : l'Espagnol Ventura Diaz Arrey gagne le Tour des vallées minières.
- 14 juin : le Belge Frans Mintjens gagne le Tour de Flandre Orientale.
- 15 juin : le Luxembourgeois Edy Schutz gagne le Tour de Luxembourg pour la troisième fois.
- 17 juin : le Belge Herman Vrijders gagne Bruxelles-Ingooigem .
- 18 juin : le Belge Albert Van Vlierberghe gagne Rebecq-Rognon.
- 19 juin : l'italien Roberto Poggiali gagne le tour de Suisse.
- 19 juin : le Britannique Barry Hoban gagne le Manx Trophy.
- 21 juin : l'Espagnol Antonio Martos Aguilar gagne le Tour des Asturies.
- 21 juin : le Néerlandais Peter Kisner devient champion des Pays-Bas sur route.
- 21 juin : l'Espagnol José Antonio Gonzalez Linares devient champion d'Espagne Sur Route.
- 21 juin : le Luxembourgeois Edy Schutz devient champion du Luxembourg sur route pour la cinquième fois d'affilée.
- 21 juin : l'Allemand Rudi Altig devient champion de R F A sur route pour la deuxième fois.
- 21 juin : le Suisse Kurt Rub devient champion de Suisse sur route.
- 21 juin : le Britannique Leslie West devient champion de Grande-Bretagne sur route.
- 21 juin : le Belge Eddy Merckx devient champion de Belgique sur route.
- 21 juin : le Titre de champion de France sur route n'est pas attribué, le Vainqueur du Championnat de France, Paul Gutty, ayant été déclassé pour dopage.
- 21 juin : l'Italien Franco Bitossi gagne le Tour de Vénétie. Cette Course étant désignée Championnat d'Italie sur route, Franco Bitossi devient champion d'Italie.
- 26 juin : départ du Tour de France, pour la deuxième année consécutive, il n'y a pas de jour de repos. Des bonifications de 20,10 et 5 secondes sont accordées aux trois premiers de chaque étapes dites de plat. Le Français Gaston Plaud directeur sportif de l'équipe Peugeot a des problèmes pour former son équipe à la suite des forfaits du Belge Ferdinand Bracke et du Néerlandais Gerben Karstens. Pour compléter son équipe il appelle entre autres le néo professionnel Bernard Thevenet qui était dans la ferme familiale de Saint julien en Civry. Thevenet sera la révélation Française du Tour. Finalement l'équipe Peugeot sera la seule équipe composée uniquement de Français, outre Thevenet trois autres néo professionnels disputent le Tour, les Français Pierre Martellozo, Jean Pierre Paranteau et Jean Pierre Danguillaume.  Le prologue du Tour de France est remporté par le Belge Eddy Merckx qui revêt le 1er maillot jaune, 2eme le Français Charly Grosskost à 4 secondes, 3eme le Néerlandais Jan Janssen à 8 secondes.
- 27 juin : le Français Cyrille Guimard gagne au sprint la 1ere étape du Tour de France Limoges-La Rochelle, 2eme le Néerlandais Jan Janssen, 3eme le Belge Eddy Merckx. Avec les bonifications le classement évolue ainsi : 1er Merckx, 2eme Janssen à 3 secondes, 3eme le Français Charly Grosskost à 9 secondes. Merckx a fait le sprint pour obtenir l'une des bonifications allouées aux trois premiers de l'étape, preuve qu'il veut garder le maillot jaune de la première à la dernière étape.
- 27 juin : le Britannique Sid Barras gagne Londres-Holyhead, ensuite la course entre en sommeil jusqu'en 1977.
- 28 juin : l'Italien Italo Zilioli gagne la deuxième étape du Tour de France La Rochelle-Angers. C'est le Français Roland Berland qui a initié l'échappée du jour à laquelle se sont immiscés deux équipiers du Belge Eddy Merckx (Zilioli et le Belge Georges Vandenberghe). Lorsqu'il a vu que son maillot jaune était en danger, Merckx lui même a orchestré la poursuite et l'on a vu la spectacle cocasse du leader de la Faemino mener la poursuite derrière deux de ses équipiers. Le nombre de coureurs échappés a diminué très rapidement en raison du train imposé par la poursuite. Zilioli gagne au sprint à l'arrivée devant Vandenberghe. Le Belge Walter Godefroot est 3eme à 1 seconde, 4eme Berland à 16 secondes. Le sprint du peloton est remporté par le Belge Eric de Vlaeminck 5eme à 24 secondes devant son Frère Roger 6eme. Zilioli prend le maillot jaune, Merckx est 2eme à 4 secondes, 3eme Janssen à 7 secondes. Merckx ne portera pas le maillot jaune de bout en bout.
- 29 juin : le contre la montre par équipe de la 1ere demi-étape de la 3eme étape du Tour de France  autour d'Angers est remporté par l'équipe Faemino, 2eme l'Equipe Willem II Gazelle à 1 minute 5 secondes, 3eme l'équipe Molteni à 1 minute 22 seconde. Le seul intérêt de cette étape est d'obtenir les bonifications de 20, 10 et 5 secondes allouées aux trois premières équipes, c'est pourquoi beaucoup d'équipes n'ont pas disputé à fond ce contre la montre. Au classement général trois Faemino prennent les trois premières places : 1er l'Italien Italo Zilioli, 2eme le Belge Eddy Merckx à 4 secondes, 3eme le Belge Georges Vandenberghe à 26 secondes.
- La 2eme demi-étape Angers-Rennes est remportée au sprint par l'Italien Marino Basso, 2eme le Belge Walter Godefroot, 3eme le Français Cyrille Guimard .
- 30 juin : le Belge Walter Godefroot gagne au sprint la 4eme étape du Tour de France Rennes-Lisieux, 2eme le Belge Roger de Vlaeminck, 3eme le Belge Herman Van Springel, 4eme le Néerlandais Jan Janssen, 5eme le Belge Eddy Merckx, 6eme l'Italien Italo Zilioli, 7eme le Français Raymond Poulidor, 8eme le Belge Willy Van Neste tous même temps. Derrière ces coureurs le peloton est dispersé, arrive 9eme à 5 secondes le néo professionnel Néerlandais Joop Zoetemelk. Un groupe de coureur arrive après 57 secondes parmi lesquels le Belge Georges Vandenberghe 22eme, le Suédois Gösta Pettersson 40eme et le Français Roger Pingeon 58eme. Au classement général : 1er Zilioli, 2eme Merckx à 4 secondes, 3eme Janssen à 27 secondes.

### Juillet
- 1er juillet : la 1ere demi-étape de la 5eme étape du Tour de France Lisieux-Rouen est remportée au sprint par le Belge Walter Godefroot, 2eme le Belge Daniel Van Ryckeghem, 3eme le Belge Roger de Vlaeminck. Au classement général avec les bonifications : 1er l'Italien Italo Zilioli, 2eme le Belge Eddy Merckx à 4 secondes, 3eme Godefroot à 9 secondes.
- La 2eme demi-étape Rouen-Amiens est remportée par le Belge Joseph Spruyt qui devance son compagnon d'échappée le Néerlandais Léo Duyndam 2eme de 1 seconde, 3eme à 11 secondes le Belge Roger de Vlaeminck qui règle le sprint du peloton.
- 2 juillet : le Belge Roger de Vlaeminck gagne la 6eme étape du Tour de France Amiens-Valenciennes. L'étape volante de Péronne est remportée par le Belge Jaak de Boever échappé solitaire. Ce dernier repris, les coureurs abordent les pavés du Nord. Le maillot jaune l'Italien Italo Zilioli crève mais pas un seul de ses équipiers ne lui passe sa roue, tous courent pour leur leader le Belge Eddy Merckx. À l'arrivée Roger de Vlaeminck s'impose au sprint devant les Néerlandais Harry Stevens 2eme et Jan Janssen 3eme. C'est la seule victoire d'étape du Belge dans le Tour de France. Parmi les favoris, arrivent dans le même temps les Belges Walter Godefroot 5eme, Eddy Merckx 7eme, ainsi que le Français Raymond Poulidor 10eme. Zilioli est 22eme à 1 minute 1 seconde, le Suédois Gösta Pettersson est 26eme dans le même temps. Le Français Roger Pingeon ne fait pas mieux que 58eme à 2 minutes 45 secondes. L'étape ne créée pas toutefois de gros écarts au classement général dont Merckx reprend la tête en devançant les Belges Godefroot 2eme à 5 secondes et de Vlaeminck 3eme à 11 secondes par le jeu des bonifications.
- 3 juillet : le Belge Eddy Merckx gagne la 1ere demi-étape de la 7eme étape du Tour de France Valenciennes-Forest. Le Belge Lucien Van Impe initie une échappée mais est rapidement rejoint par son compatriote Eddy Merckx. Les deux hommes créent un écart important avec le peloton. En vue de l'arrivée Merckx place un démarrage et franchit la ligne d'arrivée avec 10 secondes d'avance sur Van Impe 2eme. Le Sprint du peloton est réglé par le Belge Anton Houbrecht 3eme à 1 minute 20 secondes. Au classement général en ajoutant les bonifications, Merckx renforce sa place de leader avec 1 minute 45 secondes d'avance sur son compatriote Walter Godefroot 2eme, 3eme le Belge Roger de Vlaeminck à 1 minute 51 secondes.
- Le contre la montre de la 2eme demi-étape autour de Forest est remporté par l'Espagnol José-Antonio Gonzales Linares, 2eme à 3 secondes le Belge Eddy Merckx qui n'a pas récupéré de ses efforts du matin, 3eme le Français Charly Grosskost à 5 secondes, 4eme l'Espagnol Luis Ocana à 7 secondes, 5eme le Néerlandais Joop Zoetemelk à 9 secondes, le Néerlandais Jan Janssen est 10eme à 14 secondes, le Belge Walter Godefroot est 21eme à 25 secondes, le Belge Roger de Vlaeminck abandonne sur chute, le Français Roger Pingeon abandonne également.  Au classement général Merckx est maillot jaune, 2eme Walter Godefroot à 2 minutes 7 secondes, 3eme Jan Janssen à 2 minutes 9 secondes.
- 3 juillet : le Belge Ronny Van de Vijder gagne le Grand Prix José Samyn.
- 4 juillet : le Français Alain Vasseur gagne en solitaire la 8eme étape du Tour de France Ciney-Felsberg, 2eme le Belge Walter Godefroot à 1 minute 25 secondes, 3eme l'Italien Marino Basso même temps puis tout le peloton.
- 5 juillet : le Danois Mogens Frey gagne la 9eme étape du Tour de France Saarlouis-Mulhouse après le déclassement pour sprint irrégulier du Portugais Joaquim Agostinho. Les deux hommes sont pourtant équipiers, ils s'étaient enfuis dans la traversée des Vosges qui emprunte le col de la Schlucht, le Grand Ballon par la route des crêtes qui le réduit à une difficulté de 3eme catégorie et le col de Silberloch. Le peloton revenant sur les deux hommes, Agostinho fait la plus grosse part du travail pour ne pas être repris. Estimant à l'arrivée que la victoire lui est due, il repousse du bras Frey qui tente de le dépasser au sprint. C'est la raison de son déclassement. Le sprint du Peloton est gagné par l'Italien Marino Basso 3eme à 3 secondes.
- 6 juillet : le Belge Eddy Merckx gagne la 10eme étape du Tour de France Belfort-Divonne les Bains. Dans le col des Rousses une échappée se forme et le Belge Eddy Merckx s'y glisse. À l'arrivée Merckx n'a aucune peine à devancer ses compagnons d'échappée, 2eme l'Italien Guerrino Tosello, 3eme le Belge Georges Pintens tous même temps, 4eme à 2 secondes le Néerlandais Joop Zoetemelk, 5eme l'Espagnol Francisco Galdós même temps, dans leur groupe se trouve aussi le Suédois Gösta Pettersson 9eme. Arrive après 5 minutes 30 secondes un groupe où se trouvent le Belge Herman Van Springel 22eme et le Français Raymond Poulidor 24eme. Le Belge Walter Godefroot 33eme à 7 minutes 50 secondes et le Néerlandais Jan Janssen 44eme à 12 minutes 44 secondes, quittent le podium et perdent le Tour. Merckx maillot jaune a un nouveau dauphin en la personne de Zoetemelk 2eme à 2 minutes 51 secondes, 3eme Pintens à 3 minutes 55 secondes, 4eme Gösta Pettersson à 7 minutes 44 secondes, 5eme Van Springel à 8 minutes 2 secondes, 6eme Poulidor à 8 minutes 31 secondes.
- 7 juillet : le contre la montre de la 1ere demi-étape de la 11eme étape du Tour de France autour de Divonne les Bains est remporté par le Belge Eddy Merckx, 2eme à égalité : l'Espagnol José-Antonio Gonzales Linares , le Français Charly Grosskost et le Néerlandais Joop Zoetemelk à 9 secondes. Ce sont les centièmes de secondes qui départageront les trois hommes dans cet ordre 2eme, 3eme et 4eme. Le Danois Mogens Frey est 5eme à 13 secondes, 6eme le Suédois Gösta Pettersson à 13 secondes également, 7eme l'Espagnol Luis Ocana à 20 secondes, 8eme le Suédois Tomas Pettersson (frère de Gösta) à 20 secondes aussi, 9eme le Français Raymond Poulidor à 25 secondes, 10eme le Belge Herman Van Springel à 26 secondes. Le Belge Georges Pintens est 13eme à 29 secondes. Au classement général Merckx conforte son maillot jaune avec 3 minutes d'avance sur Zoetemelk 2eme, 3eme Pintens à 4 minutes 24 secondes, 4eme Gösta Pettersson à 7 minutes 57 secondes, 5eme Van Springel à 8 minutes 28 secondes, 5eme Poulidor à 8 minutes 56 secondes.
- L'Italien Marino Basso gagne au sprint  la 2eme demi-étape de la 11eme étape du Tour de France Divonne les Bains-Thonon les Bains, 2eme le Néerlandais Jan Janssen, 3eme le Belge Walter Godefroot 4eme le Français Cyrille Guimard pourtant tombé à 4 KM du but et auteur d'une belle remontées.
- 8 juillet : le Belge Eddy Merckx gagne en solitaire la 12eme étape du Tour de France Thonon les Bains-Grenoble qui emprunte les cols de Leschaux, du Plainpalais, du Granier, du Cucheron et de Porte. Merckx se dégage dans le col de Porte pour finir avec 1 minute et 35 secondes d'avance sur l'Espagnol Luis Zubero 2eme. L'Italien Silvanio Schiavon est 3eme à 2 minutes 7 secondes, le Belge Anton Houbrecht 4eme, le Suédois Gösta Pettersson 5eme et le Néerlandais Marinus Wagtmans 6eme sont dans le même temps. Parmi les autres favoris : le Belge Herman Van Springel 9eme, le Néerlandais Joop Zoetemelk 18eme et le Français Raymond Poulidor 19eme arrivent tous groupés à 3 minutes 1 seconde. Le Belge Georges Pintens chute et arrive 30eme à 8 minutes 41 secondes, il disparait des premières places. Au classement général Merckx creuse encore plus les écarts, 2eme Zoetemelk à 6 minutes 1 secondes, 3eme Gösta Pettersson à 10 minutes 4 secondes, 4eme Van Springel à 11 minutes 29 secondes, 5eme Poulidor à 11 minutes 57 secondes.
- 8 juillet : le Belge Jean Pierre Monseré gagne le Circuit des Monts du Sud-Ouest.
- 9 juillet : l'Italien Primo Mori gagne en solitaire la 13eme étape du Tour de France Grenoble-Gap qui emprunte la côte de Laffrey et les cols de Lholme, du Noyer, du Festre et de la Sentinelle. Mori n'étant pas dangereux au général, Merckx n'a pas roulé sur le rejoindre lorsque l'Italien est parti dans la dernière difficulté. Le Néerlandais Marinus Wagtmans est 2eme à 1 minute 17 secondes, 3eme à 2 minutes 30 secondes le Belge Walter Godefroot qui devance au sprint le Belge Eddy Merckx 4eme, l'Espagnol Luis Zubero 5eme et le Belge Lucien Van Impe 6eme tous groupés dans le même temps. À 3 minutes 8 secondes arrive un groupe où se trouvent le Français Raymond Poulidor 24eme, le Néerlandais Joop Zoetemelk 26eme, le Suédois Gösta Pettersson 28eme et le Belge Herman Van Springel 40eme. Ce dernier victime d'une chute dans la descente du col du Festre est gravement blessé, il ne repartira pas et abandonnera. Au classement général 1er Merckx, 2eme Zoetemelk à 6 minutes 39 secondes, 3eme Gösta Pettersson à 10 minutes 42 secondes, 4eme Wagtmans à 11 minutes 8 secondes, 5eme Van Springel à 12 minutes 7 secondes, 6eme Poulidor à 12 minutes 35 secondes, qui deviendra 5eme après l'abandon de Van Springel.
- 10 juillet : le Belge Eddy Merckx gagne en solitaire la 14eme étape du Tour de France Gap-Mont Ventoux qui emprunte le cols Saint Jean, de Macuègne et l'ascension du Mont Ventoux par Bédouin. pour cette étape de prestige Merckx veut marquer les esprits et y arrive en s'échappant seul dans l'ascension finale. Au passage devant la stèle dédiée au Britannique Tom Simpson il se découvre pendant que Jacques Goddet directeur du Tour de France, qui attendait le passage du premier coureur, dépose une gerbe de fleurs sur la stèle. Merckx vainqueur défaillira après l'arrivée et nécessitera d'être placé sous la tente à oxygène pour reprendre ses esprits. Les Belges Martin Vandenbossche 2eme et Lucien Van Impe 3eme arrivent 1 minute et 11 secondes après Merckx, 4eme le Néerlandais Marinus Wagtmans à 1 minute 21 secondes, 5eme et premier Français le néo professionnel Bernard Thévenet à 1 minute 25 secondes, 6eme le français Raymond Delisle à 1 minute 37 secondes, 7eme,le Belge Anton Houbrecht même temps, 8eme le Français Raymond Poulidor même temps, 9eme le Suédois Gösta Pettersson à 1 minute 39 secondes,  le Néerlandais Joop Zoetemelk termine 15eme à 2 minutes 47 secondes. Au classement général Merckx a pratiquement gagné le Tour avec 9 minutes 26 secondes d'avance sur le 2eme Zoetemelk, 3eme Gösta Pettersson à 12 minutes 21 secondes, 4eme Wagtmans à 12 minutes 29 secondes, 5eme Poulidor à 14 minutes 6 secondes, 6eme Vandenbossche à 15 minutes 9 secondes, 7eme Van Impe à 15 minutes 12 secondes.
- 11 juillet : le Néerlandais Marinus Wagtmans gagne la 15eme étape du Tour de France Carpentras-Montpellier. Avant d'entrer sur la cendrée du stade Richter, Wagtmans se détache. Sur la cendrée qui est glissante le Belge Walter Godefroot chute en tentant de revenir sur le Néerlandais qui finalement s'impose de peu, 2eme l'Italien Marino Basso , 3eme le Belge Pieter Nassen puis tout le peloton.
- 12 juillet : le Belge Albert Van Vlierberghe gagne la 16eme étape du Tour de France Montpellier-Toulouse devant son compagnon d'échappée l'Italien Attilio Benfatto 2eme. Le Danois Mogens Frey 3eme à 44 secondes devance un groupe de poursuivants. Le sprint du peloton est réglé par le Belge Walter Godefroot 11eme à 1 minute 3 secondes.
- 12 juillet : l'Espagnol Andres Oliva Sanchez gagne le Tour de Cantabrie.
- 13 juillet : l'Espagnol Luis Ocana gagne en solitaire la 17eme étape du Tour de France Toulouse-Saint Gaudens, 2eme à 2 minutes 22 secondes le français Cyrille Guimard qui règle l'Italien Marino Basso pour le sprint du peloton.
- 14 juillet : le Français Bernard Thevenet gagne la 18eme étape du tour de France Saint Gaudens-La Mongie qui emprunte les cols de Mente, de Peyresourde, d'Aspin et l'ascension jusqu'à La Mongie sur les flancs du col du Tourmalet. Thévenet se trouve dans le groupe de tête parmi les favoris lorsque le Français Victor Cosson 3eme du Tour de France 1938 et à présent motard de presse monte à sa hauteur et lui dit " tu vois donc pas que tu es le plus frais, attaque ! " . Thevenet ne se fait pas prier et file vers la victoire. Il  devient la révélation Française du Tour. Derrière le Belge Martin Vandenbossche 2eme est à 49 secondes, 3eme le Belge Lucien Van Impe à 55 secondes, 4eme le Belge Eddy Merckx à 1 minute 6 secondes, 5eme le Belge Anton Houbrecht à 1 minute 35 secondes, 6eme le Néerlandais Joop Zoetemelk à 1 minute 37 secondes, 7eme l'Italien Silvano Schiavon à 1 minute 49 secondes, 8eme l'Espagnol Francisco Galdós à 1 minute 52 secondes. Parmi les favoris : le Suédois Gösta Petterson est 10eme à 2 minutes 6 secondes, le Néerlandais Marinus Wagtmans est 16eme à 2 minutes 59 secondes, la grande déception du jour est la 23eme place du Français Raymond Poulidor à 3 minutes 57 secondes. Au classement Général Merckx prend encore du temps à Zoetemelk 2eme à 9 minutes 57 secondes, 3eme Gösta Pettersson à 13 minutes 21 secondes, 4eme Wagtmans à 14 minutes 2 secondes, 5eme Vandenbossche à 14 minutes 52 secondes, 6eme Van Impe à 15 minutes 1 secondes, 7eme Galdós à 16 minutes 19 secondes, Poulidor rétrograde à la 8eme place à 16 minutes 57 secondes.
- 15 juillet : le Français Christian Raymond gagne en solitaire la 19eme étape du Tour de France Bagnères de Bigorre-Mourenx qui emprunte les cols du Tourmalet et de l'Aubisque, 2eme et 3eme les Belges Walter Godefroot et Joseph Huysmans à 1 minute 1 seconde, les favoris se sont neutralisés et arrivent après 2 minutes 27 secondes, il n'y a pas de changement en tête du classement général. .
- 16 juillet : l'Allemand Rolf Wolfshol gagne la 1ere demi-étape de la 20eme étape du Tour de France Mourenx-Bordeaux devant ses compagnons d'échappée l'Italien Franco Mori 2eme et le Belge Eddy Beugels 3eme tous même temps, le peloton est à 3 minutes 10 secondes mais il n'y a pas de changement en tête du classement général .
- Le contre la montre de la 2eme demi étape autour de Bordeaux est remporté par le Belge Eddy Merckx, 2eme le Suédois Tomas Pettersson (le frère de Gösta) à 12 secondes, 3eme l'Espagnol Luis Ocana à 13 secondes. Chez les favoris : Le Néerlandais Joop Zoetemelk est 6eme à 17 secondes, le Suédois Gösta Pettersson est 8eme à 18 secondes, 10eme le Belge Martin Vandenbossche à 21 secondes, 13eme le Belge Lucien Van Impe à 29 secondes, 14eme le Français Raymond Poulidor à 30 secondes, 24eme l'Espagnol Francisco Galdós  à 41 secondes, le Néerlandais Marinus Wagtmans est 42eme à 58 secondes. Au classement général Merckx possède 10 minutes 14 secondes sur Zoetemelk 2eme, 3eme Gösta Pettersson à 13 minutes 39 secondes, 4eme Wagtmans à 15 minutes, 5eme Vandenbossche à 15 minutes 13 secondes, 6eme Van Impe à 15 minutes 30 secondes, 7eme Galdós à 17 minutes, 8eme Poulidor à 17 minutes 27 secondes.
- 17 juillet : l'Italien Marino Basso gagne au sprint la 21eme étape du Tour de France Ruffec-Tours, 2eme le Néerlandais Jan Janssen, 3eme le Belge Walter Godefroot puis tout le peloton.
- 18 juillet : le Français Jean Pierre Danguillaume gagne la 22eme étape du Tours de France Tours-Versailles en démarrant dans le dernier kilomètre, 2eme le Néerlandais Jan Janssen, 3eme l'Italien Pietro Guerra puis tout le peloton.
- 19 juillet : le contre la montre de la 23eme étape du Tour de France Versailles-Paris est remporté par le Belge Eddy Merckx, 2eme l'Espagnol Luis Ocana à 1 minute 47 secondes, 3eme le Suédois Gösta Pettersson à 2 minutes 15 secondes, 4eme le Néerlandais Joop Zoetemelk à 2 minutes 37 secondes, 5eme le Suédois Tomas (frère de Gösta) Pettersson à 2 minutes 38 secondes, 6eme l'Espagnol José Antonio Gonzales Linares à 3 minutes 5 secondes, 7eme le Français Raymond Poulidor à  3 minutes 8 secondes, 8eme le Danois Mogens Frey à 3 minutes 13 secondes, 9eme le Belge Anton Houbrecht à 3 minutes 15 secondes. Pour les autres favoris : 12eme le Belge Martin Vandenbossche à 3 minutes 40 secondes, 22eme l'Espagnol Francisco Galdós à 4 minutes 45 secondes, 24eme le Néerlandais Marinus Wagtmans à 4 minutes 54 secondes, 26eme le Belge Lucien Van Impe à 5 minutes 4 secondes. Au classement général Merckx qui conserve son titre sur le Tour de France termine avec 12 minutes 41 secondes d'avance sur Zoetemelk 2eme, 3eme Gösta Pettersson à 15 minutes 54 secondes, 4eme Vandenbossche à 18 minutes 53 secondes, 5eme Wagtmans à 19 minutes 54 secondes, 6eme Van Impe à 20 minutes 34 secondes, 7eme Poulidor à 20 minutes 35 secondes, 8eme Houbrecht à 21 minutes 34 secondes qui sur la fin dépasse Galdós finalement 9eme à 21 minutes 45 secondes. Merckx gagne aussi, pour la deuxième fois d'affilée, le combiné symbolisé par le maillot blanc et aussi le Grand Prix de la montagne, pour la deuxième fois d'affilée, qui n'a pas encore de maillot distinctif. Le Belge Walter Godefroot gagne le classement par points symbolisé par le maillot vert.
- 20 juillet : le Belge Roger de Vlaeminck gagne le Grand Prix de l'Escaut.
- 22 juillet : après un long sommeil le Tour de Ombrie redevient une épreuve internationale du calendrier cycliste, l'Italien Gianni Motta l'Emporte.
- 25 juillet : l'Italien Giancarlo Polidori gagne le Grand Prix de Montelupo.
- 25 juillet : l'Espagnol Francisco Gabica gagne le Grand Prix de Villafranca.
- 25 juillet : le Belge Frans Brands gagne St Kwintens-Lennik.
- 28 juillet : l'Espagnol Luis Zubero Aldecoa gagne Saragosse-Sabinanigo.
- 30 juillet : l'Italien Italo Zilioli gagne le Tour du Piémont.
- 24-31 juillet : Championnat du monde de cyclisme sur piste à Leicester. L'Australien Gordon Johnson est champion du monde de vitesse professionnelle. Comme l'an dernier, le Français Daniel Morelon est champion du monde de vitesse amateur, c'est son quatrième titre en tout. Le Britannique Hugh Porter est champion du monde de poursuite professionnelle pour la deuxième fois. Le Suisse Xaver Kurmann est champion du monde de poursuite amateur pour la deuxième année d'affilée.

### Août
- 2 août : l'Italien Felice Gimondi gagne le Trophée Mattéotti.
- 2 août : le Belge Eric de Vlaeminck gagne le Tour du Canton d'Argovie.
- 2 août : le Belge Noël Vanthyghem gagne le Circuit de Dunkerque .
- 8 août : l'Italien Pietro Guerra gagne le Trophée Bernocchi.
- 13 août : le Belge Eric de Vlaeminck gagne Paris-Luxembourg. Malgré sa grosse côte auprès des coureurs comme le montrent les noms inscrits à son palmarès l'épreuve disparait du calendrier international.
- 15 août : le Belge Jean-Pierre Monséré devient champion du monde sur route à Leicester. Le Danois Leif Mortensen est médaille d'argent, l'Italien Felice Gimondi est médaille de bronze. La soviétique Anna Konkina est championne du monde sur route. Le Danois Jorgen Schmidt est champion du monde amateur sur route.
- 16 août : l'Espagnol Jesus Manzaneque gagne les 3 jours de Leganes.
- 18 août : le Belge Fernand Hermie gagne le Grand Prix de Zottegem.
- 23 août : l'équipe Salvarani gagne la Cronostafetta grâce aux Italiens Gianni Motta et Pietro Guerra.
- 25 août : le Français Gianni Marcarini gagne le Grand Prix de Plouay.
- 28 août : l'Espagnol Domingo Perurena gagne le Grand Prix LLodio pour la deuxième année d'affilée. L'épreuve ne sera pas disputée en 1971 et reprendra en 1972.
- 30 août : l'Italien Marcello Bergamo gagne le Grand Prix de Prato.
- 30 août : le Belge Eddy Merckx gagne le Grand Prix de Dortmund.
- 30 août : le Belge Willy Van Den Eynde gagne Louvain-St Pierre.

### Septembre
- 1er septembre : le Belge Herman Van Springel gagne la Coupe Sels.
- 2 septembre : le Belge Roger de Vlaeminck gagne la Course des raisins à Overijse.
- 6 septembre : le Belge Herman Van Springel gagne son premier Bordeaux-Paris. La course ne sera plus disputée avant 1973.
- 6 septembre : l'Italien Gianni Motta gagne les Trois vallées varésines.
- 7 septembre : le Belge Walter Godefroot gagne le Circuit des Boucles de l'Aulne.
- 9 septembre : l'Espagnol Ramon Saez Manzo gagne le Trophée Masferrer.
- 13 septembre : l'Italien Gianni Motta gagne le Tour des Apennins pour la deuxième fois.
- 13 septembre : le Belge Noël Vantyghem gagne le Circuit des Régions Linières.
- 13 septembre : le Belge Eddy Merckx gagne la 1ere étape en ligne du Grand Prix Européen des grimpeurs qui arrive au sommet du Puy de Dôme.
- 14 septembre : le Français Raymond Deslisle gagne l'ascension contre la montre du Puy de Dôme durant la 2eme étape du Grand Prix Européen des grimpeurs. Deslisle gagne le classement général final de l'épreuve. Il n'y aura pas d'autre édition de cette course, dont c'est l'unique apparition au calendrier international.
- 17 septembre : le Néerlandais Harry Stevens gagne le Grand Prix d'Orchies. L'épreuve ne sera pas disputée en 1971 et reprendra en 1972.
- 17 septembre : le Belge Nöel Van Clooster gagne le Championnat des Flandres.
- 18 septembre : l'Italien Franco Bitossi gagne le tour de Catalogne.
- 19 septembre : le Français René Grelin gagne le Grand Prix de Lausanne.
- 20 septembre : l'Italien Michele Dancelli gagne le Tour du Latium pour la deuxième fois .
- 20 septembre : le Français Jean Jourden gagne le Grand Prix d'Isbergues.
- 20 septembre : le Belge Frans Verbeeck gagne le Grand Prix Jef Scherens pour la deuxième année d'affilée..
- 22 septembre : l'Espagnol Carlos Echevarria gagne le Tour de la Rioja pour la troisième fois.
- 24 septembre : le Belge Eddy Merckx gagne la course de côte de Montjuich pour la deuxième fois.
- 27 septembre : l'Allemand Jürgen Tschan gagne Paris-Tours, le Néerlandais Jan Janssen en passe de l'emporter étant tombé à quelques kilomètres de l'arrivée.
- 29 septembre : le Belge Nöel Vantyghem gagne le Circuit des frontières.

### Octobre
- 1er octobre : le Suédois Gösta Petersson gagne la Coupe Sabatini.
- 1er octobre : le Belge Roger de Vlaeminck gagne le Circuit du Houtland.
- 3 octobre : l'Italien Franco Bitossi gagne le Tour d'Émilie.
- 4 octobre : le Belge Noël Vantyghem gagne le Grand Prix de Fourmies.
- 7 octobre : le Belge Eddy Merckx gagne la Coppa Agostoni.
- 10 octobre : l'Italien Franco Bitossi gagne le Tour de Lombardie, pour la deuxième fois, en battant au sprint Felice Gimondi, son compagnon d'échappée.
- 11 octobre : le Belge Eddy Merckx gagne "A travers Lausanne" pour la deuxième fois..
- 13 octobre : le Belge Daniel Vanryckeghem gagne le Grand Prix de Clôture.
- 16 octobre : l'Italien Michele Dancelli gagne le Grand Prix de Calvisano. L'épreuve ne reprendra qu'en 1975.
- 18 octobre : le Belge Herman Van Springel gagne le grand prix des nations.
- Le Belge Eddy Merckx gagne le Trophée Super Prestige Pernod pour la deuxième fois d'affilée. Le Français Georges Chappe remporte le Trophée Prestige Pernod et son Compatriote Daniel Rebillard remporte le Trophée Promotion Pernod.
- 25 octobre : le Danois Ole Ritter gagne le Grand Prix de Lugano.

### Novembre
- 4 novembre : les frères suédois Gösta et Tomas Pettersson gagnent le trophée Baracchi.

## Principales naissances
- 13 janvier : Marco Pantani, cycliste italien. († 14 février 2004).
- 18 janvier : Peter Van Petegem, cycliste belge.
- 22 janvier : Abraham Olano, cycliste espagnol.
- 14 février : Giuseppe Guerini, cycliste italien.
- 22 mars : Leontien van Moorsel, cycliste néerlandaise.
- 3 juin : Evgueni Berzin, cycliste russe.
- 3 juillet : Serhiy Honchar, cycliste ukrainien.
- 7 juillet : Erik Zabel, cycliste allemand.
- 18 août : Cédric Vasseur, cycliste français.
- 21 août : Erik Dekker, cycliste et directeur sportif néerlandais.
- 14 septembre : Francesco Casagrande, cycliste italien.
- 18 septembre : Didier Rous, cycliste français.